# Xavier Bétaucourt
Xavier Bétaucourt, né le 2 novembre 1963 à Lille, est un scénariste de bande dessinée français.

## Biographie
Originaire de Lille, Xavier Bétaucourt a exercé comme journaliste reporter de télévision pendant 20 ans. Il a animé, sur la chaîne C9, une émission consacrée au 9e art.
À partir de 2004, Bétaucourt publie des bandes dessinées, avec le diptyque Bouclier Humain, mettant en scène la deuxième guerre du Golfe à travers le témoignage d'Amara Sellali à Bagdad, avec un dessin de Dominique Hennebaut ; le scénario reçoit un accueil tiède sur BD Gest. Pour cet ouvrage, les auteurs ont collaboré avec Sellali.
En 2006, avec le concours de Jean-Luc Loyer, paraît Noir Métal (éditions Delcourt), bande dessinée documentaire qui porte sur la liquidation de Metaleurop Nord, qui fait l'objet de critiques positives sur BD Gest, La Voix du Nord.
En 2010, avec Didier Pagot, Bétaucourt signe chez les éditions Bamboo Le Chineur, premier volume d'un diptyque de bande dessinée policière qui met en scène un antiquaire et s'inspire des ambiances de Claude Chabrol. Les planches font l'objet d'une exposition à Mouthiers-sur-Boëme en 2010.
En 2016, toujours avec Jean-Luc Loyer, Xavier Bétaucourt publie Le Grand A (Futuropolis), nouvelle bande dessinée documentaire sur le supermarché Auchan à Noyelles-Gouault, bien accueillie sur BD Gest. Toujours en 2016, avec Yannick Marchat, Bétaucourt sort Trop vieux pour toi, bande dessinée autobiographique. L'ouvrage reçoit un accueil mitigé sur BD Gest.
En 2017, avec Olivier Perret au dessin, le scénariste publie chez les éditions Delcourt Quelques jours à vivre, documentaire dont l'action se situe dans le service des soins palliatifs de l'hôpital Victor Provo de Roubaix. Pour préparer ce récit, le scénariste a fréquenté les lieux pendant un an. Les planches ont fait l'objet d'une exposition à Bourges. Les Actualités Sociales Hebdomadaires émettent des critiques positives sur l'ouvrage, tout comme Télérama qui lui consacre une longue chronique,, de même que La Croix. 
En 2021, Bétaucourt et Jean-Luc Loyer publient La balance, le glaive et les fourmis : 23 magistrats, 48 greffiers, 3 directrices de greffe... et 35862 dossiers en attente, un reportage sur le fonctionnement de la justice mené au tribunal d'Angoulême.
Par ailleurs, avec le même dessinateur, Bétaucourt prépare un album sur le bassin minier du Parc des Îles, sur commande de la structure associative Euralens.
Bétaucourt est installé dans le Cher, à Bourges, depuis 2012. En parallèle à ses activités, le scénariste participe à des ateliers scolaires dans le cadre du festival BulleBerry à Bourges et dans d'autres occasions, comme à Tourcoing en 2009.

## Œuvre

### Albums
Sauf indication contraire, le scénario est écrit par Xavier Bétaucourt.
- Bouclier humain, dessins de Dominique Hennebaut, Bamboo, collection Angle de vue

1. Les Chemins d'Amara, 2004  (ISBN 2-915309-06-X)
2. Dommages collatéraux, 2005  (ISBN 2-915309-84-1)

- Le Chineur, dessins de Didier Pagot, Bamboo, collection Grand Angle

1. Tu es poussière, 2010  (ISBN 978-2-350-78830-2)
2. Et tu redeviendras poussière, 2010  (ISBN 978-2-8189-0047-5)

- Firewall, dessins de Jean-Jacques Dzialowski, Bamboo, collection Grand Angle

1. Technobyl, 2012  (ISBN 978-2-8189-2198-2)
2. Qui perd gagne, 2012  (ISBN 978-2-8189-2139-5)

- Noir métal, scénario de Xavier Bétaucourt et Jean-Luc Loyer, dessins de Jean-Luc Loyer, Delcourt, collection Mirages, 2006  (ISBN 2-7560-0084-1)
- Les chansons en imaches de Raoul de Godewarsvelde, scénario d'Olivier Brazao et Xavier Bétaucourt, dessins collectifs, Imbroglio, 2006
- Sergent Mastock, dessins de Dominique Hennebaut, Bamboo

1. Le Péril roux, 2007  (ISBN 978-2-350-78312-3)
2. Dans les Griffes de l'hydre jaune, 2009  (ISBN 978-2-350-78464-9)

- Angles morts, dessins de Laurent Astier, Bamboo, collection Grand Angle

1. Le gang des Hayabusa, 2014  (ISBN 978-2-888-90643-8)

- Le Grand A, dessins et couleur de Jean-Luc Loyer, Futuropolis, 2016  (ISBN 978-2-754-81038-8)
- Trop vieux pour toi[22], dessins de Yannick Marchat, La Boîte à bulles, 2016  (ISBN 978-2-84953-253-9)
- Quelques jours à vivre, dessin d'Olivier Perret, Delcourt, collection Delc.encrages, 2017  (ISBN 2-7560-8226-0)
- One, two, three, four Ramones ![23], scénario de Xavier Bétaucourt et de Bruno Cadène, dessins de Eric Cartier, Futuropolis, 2017
- 55 minutes, dessins de François Duprat, Jungle
  1. Temps mort, 2018  (ISBN 978-2-8222-2178-8)
- La Pyramide de Ponzi, scénario de Xavier Betaucourt, dessins de Nathalie Ferlut, Delcourt, collection Mirages, 2018  (ISBN 978-2-7560-9751-0)
- Sortir de terre : "A 198 kilomètres de la pyramide", scénario de Xavier Betaucourt, dessins de Jean-Luc Loyer, les éditions de la gouttière, 2019  (ISBN 978-2-35796-000-8)
- Ils ont tué Leo Franck, scénario de Xavier Betaucourt, dessins d'Olivier Perret, éditions Steinkis, 2020  (ISBN 978-2368463734)
- Simone Veil, la force d'une femme[24], scénario d'Annick Cojean et Xavier Betaucourt, dessins d'Étienne Oburie, éditions Steinkis, 2020  (ISBN 978-2368462584)
- La balance, le glaive et les fourmis : 23 magistrats, 48 greffiers, 3 directrices de greffe... et 35862 dossiers en attente, scénario de Xavier Betaucourt, dessins de Jean-Luc Loyer, éd. Futuropolis, 01/2021  (ISBN 978-2-7548-2380-7)
- Seidou, en quête d'asile, scénario de Xavier Betaucourt, dessins de Virginie Vidal, éditions Steinkis, 02/2021  (ISBN 9782368461839)
- L'Ile oubliée, Tome 1, Les mangeurs de rêves, scénario de Xavier Betaucourt, dessins de Paola Antista, éditions Jungle, 03/2021  (ISBN 9782822230544)
- Le silence de L'ombre, scénario de Xavier Betaucourt et d'Elodie Garcia, dessins et couleurs d'Elodie Garcia, éditions Jungle, 01/2022  (ISBN 9782822233750)
- Monsieur le Commandant, scénario de Xavier Betaucourt et Romain Slocombe, dessins d'Étienne Oburie, éditions Phileas, 01/2022  (ISBN 9782491467128)
- L'Ile oubliée, Tome 2, Les portes de Janus, scénario de Xavier Betaucourt, dessins de Paola Antista, éditions Jungle, 03/2022  (ISBN 9782822235617)
- Silence Radio, scénario de Xavier Betaucourt et Bruno Cadène, dessins de Olivier Perret, éditions Delcourt, 03/2022,  (ISBN 9782413024224)
- Derrière le Rideau, Simone Signoret et Yves Montand, scénario de Xavier Betaucourt, illustrations de Aleksi Cavaillez, éditions Steinkis, 09/2022  (ISBN 9782368464335)
- La Septième fonction du langage, d'après l'œuvre de Laurent Binet, scénario de Xavier Betaucourt et Paul Bona, dessins de Olivier Perret, éditions Steinkis, 11/2022  (ISBN 9782368464144)
- Le Ferry, scénario de Xavier Betaucourt, dessins de Thierry Bouüaert, éditions Delcourt, 02/2023,  (ISBN 9782413018308)

## Récompense
- Le Grand A, Prix lycéen spécial BD d'économie 2016[25].